# Evidence (пісня Marilyn Manson)
«Evidence» — сьома пісня із шостого студійного альбому американського рок-гурту Marilyn Manson Eat Me, Drink Me. Трек звів Шон Біван.

## Інформація про пісню
Пісня починається нав'язливим звучанням дзвонів та фортепіано. Після біту племінного барабану Менсон приступає до співу. Музика відносно спокійна, проте під час приспіву, коли підключається гітара, вона посилюється й стає напруженішою. Гітарне соло Шьольда є одним з найяскравіших моментів похмурої композиції. Інструментальна версія увійшла до промо-диску Bonus Track and Instrumentals from the Album «Eat Me, Drink Me». Її тривалість більша на 1 хв., оскільки вона містить фраґмент, що повністю відсутній на альбомній версії пісні.

## Поява у відеокліпі
На початку відео «Heart-Shaped Glasses (When the Heart Guides the Hand)», що містить вступ тривалістю 2:47, можна почути інструментал треку «Evidence». На 1:35 фронтмен та Еван Рейчел Вуд, його тодішня дівчина, їдуть по шосе у темряві, Еван просить його збільшити швидкість, на що той відповідає «[Я] їду так швидко як тільки можу». Менсон забирає руки від керма, щоб зробити кілька світлин Вуд, яка кладе свою ногу на кермо та тримає ніж біля роту, маючи на собі при цьому окуляри-сердечка. Вступ закінчується ще одним поцілунком пари.